# 去甲二氢骆驼蓬碱
去甲二氢骆驼蓬碱是一种β-咔啉的衍生物，也是一种骆驼蓬生物碱。它存在于骆驼蓬种子中，含量为0.6%—3.90%。它也存在于死藤水中，但含量远少于其它生物碱。
去甲二氢骆驼蓬碱是单胺氧化酶A、乙酰胆碱酯酶、丁酰胆碱酯酶及致癌的CYP1A1的抑制剂。它也用于研究DNA、RNA与生物碱结合的研究。对血压正常、麻醉后的狗做的实验显示去甲二氢骆驼蓬碱会降低心率，升高脉压、主动脉血流量、心肌收缩力。
去甲二氢骆驼蓬碱和其它骆驼蓬生物碱一样，列于澳大利亚出台的药物和毒物的统一调度标准的第9类物质中，即受管制物质，除科学研究外的其它用途都是犯法的。